# Happy Go Ducky!
「Happy Go Ducky!」（ハッピー・ゴー・ダッキー）は、the pillowsの39枚目のシングル。2019年10月9日にキングレコードから発売。

## 概要
前作「王様になれ」から2年半ぶりのリリースとなるシングル。CDとしての全国流通シングルは5年ぶりである。
表題曲「Happy Go Ducky!」は、TVアニメあひるの空の主題歌として書き下ろされた曲であり、原作者の日向武史がthe pillowsのファンという縁があり、主題歌をオファーされた経緯がある。
初回限定盤、通常盤ともに2017年から2018年にかけて行われたRETURN TO THIRD MOVEMENT VOL1、VOL2の映像、または音源が収録されており、初回限定盤は上記の日向武史の選出による普段はあまり演奏されないレア曲8曲の映像、通常盤は定番曲4曲の音源が収録されている。

## 収録曲
（作詞・作曲：山中さわお）
初回限定盤
1. Happy Go Ducky!
2. Night owl

通常盤
1. Happy Go Ducky!
2. Night owl
3. ストレンジ カメレオン
4. ハイブリッドレインボウ
5. インスタント ミュージック
6. Funny Bunny

(3,4は RETURN TO THIRD MOVEMENT! Vol.1 大阪公演でのライブ音源、5,6は RETURN TO THIRD MOVEMENT! Vol.2 名古屋公演でのライブ音源。)

## DVD(初回限定盤のみ)
1. TRIP DANCER
2. Moon is mine
3. SUICIDE DIVING
4. THAT HOUSE
5. Juliet
6. Wake Up, Frenzy!
7. 確かめに行こう
8. Beautiful morning with you

(1〜4は RETURN TO THIRD MOVEMENT! Vol.1 大阪公演でのライブ映像、5〜8は RETURN TO THIRD MOVEMENT! Vol.2 名古屋公演でのライブ映像。)